# Aleksander Winnicki
Aleksander Winnicki-Radziewicz (ur. 17 września 1911 w Rolowie k. Drohobycza, zm. 31 grudnia 2002) – polski malarz.

## Życiorys
Syn Józefa. Uczęszczał we Lwowie do gimnazjum i uczył się prywatnie rysunku. Studiował w Akademii Sztuk Pięknych w Krakowie u Wojciecha Weissa, Józefa Mehoffera i Xawerego Dunikowskiego. W 1934 ukończył studia i ożenił się z malarką Wandą Paklikowską (1911–2001).
Był współzałożycielem i członkiem Grupy Krakowskiej (w latach 1930–1935). Przynależność do grupy przyczyniła się do przyjęcia przez niego poglądów radykalnie lewicowych. Należał do KZMP. Dopiero we Lwowie po roku 1939 porzucił lewicową ideologię. Pod wpływem Artura Nacht-Samborskiego odszedł od awangardy i powrócił do malarstwa tradycyjnego.
Podczas II wojny światowej Aleksander Radziewicz Winnicki pomagał ukrywać się przed Niemcami, m.in. Arturowi Nachtowi-Samborskiemu, Jonaszowi Sternowi i Ernie Rosenstein, za co z żoną Wandą zostali pośmiertnie (w 2019) uhonorowani przez Jad Waszem  Medalem Sprawiedliwy wśród Narodów Świata.
W roku 1944 znalazł się w Lublinie, gdzie rozpoczął organizację Związku Polskich Artystów Plastyków.
W czasach PRL należał do PZPR. Po raz drugi ożenił się z malarką Magdaleną Spasowicz.
Pochowany na cmentarzu parafii Świętej Trójcy w Błoniu (sektor R-12-38).

## Ordery i odznaczenia
- Złoty Krzyż Zasługi (19 lipca 1955)[1]
- Medal 10-lecia Polski Ludowej (19 stycznia 1955)[6]
- Medal Sprawiedliwy wśród Narodów Świata (pośmiertnie, 2019)[7][4]